# Гопчиця
Гопчи́ця — село в Україні, у Погребищенській міській громаді Вінницького району Вінницької області. До 2020 центр сільської ради. Лежить по обидва береги річки Росі, за 6 км від центру громади, за 9 км від залізничної станції Ржевуська. У селі знаходиться залізнична станція «Рось». Населення становить 1484 особи. Село до 2020 року було центром Гопчицької сільської ради.
У Гопчиці є школа, будинок культури, де проводять концерти і дискотеки для молоді.

## Історія
У 1726 році вперше згадується в селі Гопчиці церква на честь Святої Трійці (в Державному історичному архіві є церковно-метрична книга Свято-Троїцької церкви села Гопчиці за 1747—1799 роки).
1 травня 1839 року за підтримки поміщика Різніча Івана Степановича відкрито церковне училище при Гопчицькому приході. 11 хлочиків учитель учив «біблії», писати, рахувати. Пізніше діти навчалися 3 роки. Було 3 групи учнів, яких в одній класній кімнаті навчав учитель Чумак, який теж закінчив тільки церковну-приходську школу. У 1906—1909 рр. побудовано школу на дві класні кімнати, діти (до 100 чол.) навчалися вже 4 роки, і вчили їх 2 учителі. Будинок знаходився по теперішній Центральній вулиці. Після 1930 року у ньому був сільський клуб аж до 1950 року. Під час німецької окупації там утримувалися радянські полонені.
В роки революції влада в селі неодноразово змінювалася:
—7 листопада 1917 року.
Проголошення УНР
—лютий 1918 року.
Взяття села більшовиками
—березень 1918 року.
Село звільнено україно-німецько-австроугорськими військами, та повернене в склад УНР
—30 квітня 1918 року.
Внаслідок Гетьманського перевороту село почало підпорядкуватися Гетьманату
—14 грудня 1918 року.
Внаслідок Антигетьманського повстання село почало підпорядкуватися Директорії
—березнь 1919 року
В село знову зайшли большевики
—травень 1919 року
Григор'ївське повстання
—травень 1919 року
Повернення большевиків
—серпень 1919 року
Повернення військ Директорії
—вересень 1919 року
Оккупація Білим рухом
—грудень 1919 року
Чергове повернення большевиків
—травень 1920 року
Повернення військ Директорії
—червень 1920 року
Повернення большевиків
З документів за 1925 рік: «…будинок школи не задівольняє вимоги населення села, 2 класні кімнати не вміщають усіх бажаючих». У селі мешкало 3042 людини, у школі навчалось 226 (хлопців 162, дівчат 64). Лікнеп відвідували 64 людини. Бібліотека мала 202 книги. Учителів — 4. Неграмотність у селі після 1917 року була поширеною, особливо серед старших людей.
На 1 березня 1926 року у селі жило 3120 осіб. Приміщення нової школи стало вкрай необхідним, тож на місці попової клуні у 1928 році розпочали будівництво. До 1931 р. відкрили 5 класних кімнат та коридор. Школа почала розвиватись в 1953 році. У 1956 році у школі нараховувалось понад 700 учнів. Другий корпус збудовано у 1962 р, майстерню і їдальню — у 1973 році. Змінився і вхід до шкільної садиби. Ялинкову алею висадили у 1968 році.
Під час організованого радянською владою Голодомору 1932—1933 років померло щонайменше 195 жителів села.
Під час Другої світової війни село, як й інші села Погребищенського району, було зайняте німецькими військами у другій половині липня 1941 року. В селі з 1941 року діяла підпільна організація з 10 осіб, керівником її був О. М. Лаврінчук. 26 листопада 1941 року німецькі фашисти вбили в селі понад 20 громадян та спалили 19 будинків. Червоною армією село було знову зайняте 31 грудня 1943 року.
На початку 1970-х років в селі була розміщена центральна садиба колгоспу «Дружба», за яким було закріплено 7346 га землі, у тому числі 5298 га орної. Виробничий напрям господарства був рільничо-тваринницький, були допоміжні підприємства — піщаний кар'єр, 2 млини, 2 пілорами. В селі працювали середня школа, будинок культури, бібліотека, медичний пункт. Видавалася багатотиражна газета «Колгоспна правда».
12 червня 2020 року, відповідно до розпорядження Кабінету Міністрів України № 707-р «Про визначення адміністративних центрів та затвердження територій територіальних громад Вінницької області», увійшло до складу Погребищенської міської громади.
19 липня 2020 року, в результаті адміністративно-територіальної реформи та ліквідації Погребищенського району, село увійшло до складу Вінницького району.

## Населення
За даними перепису 2001 року кількість наявного населення села становила 1472 особи, із них 98,72 % зазначили рідною мову українську, 1,28 % — російську.
| Рік            | 1897 | ~1900 | ~1902 | ~1972 | 1989 | 2001 |
| -------------- | ---- | ----- | ----- | ----- | ---- | ---- |
| Кількість осіб |      |       |       | 2385  | 1607 | 1472 |

### Мова
Розподіл населення за рідною мовою за даними перепису 2001 року:
| Мова       | Відсоток |
| ---------- | -------- |
| українська | 98,72%   |
| російська  | 1,28%    |